# Sacred 2: Fallen Angel
Sacred 2: Fallen Angel – kontynuacja wydanej w 2004 roku gry hack and slash Sacred, wyprodukowana przez niemieckie studio Ascaron Entertainment. Gra została wydana 2 października 2008 na komputery osobiste (Microsoft Windows) oraz 12 maja 2009 na konsole Xbox 360 i PlayStation 3.
Akcja gry dzieje się 2000 lat przed wydarzeniami opisanymi w Sacred, w czasach, w których Ancaria dopiero się rozwijała, a moce dobra i zła ścierały się ze sobą o przejęcie władzy na tych terenach.

## Fabuła
Od niepamiętnych czasów wojownicze Serafie strzegły Energii T, ale pewnego dnia powierzyły to zadanie Wysokim Elfom. Korzystanie z energii przyczyniło się do takiego rozwoju ich cywilizacji, że na jakiś czas Elfy stały się dominującą rasą w Ancarii.

Korzystanie z Energii T zawsze budziło kontrowersje, dlatego też niektóre elfy były przeciwne wykorzystywaniu tej mocy. Konflikt ten znalazł swoją kulminację podczas wielkiej wojny, kiedy to smoki, ludzie, orkowie oraz strażnicy świątyń połączyli swoje siły i stanęli do walki przeciwko Wysokim Elfom. Jednak elfy były o wiele potężniejsze od swoich wrogów, dzięki czemu łatwo ich pokonały. Niestety była to bardzo kosztowna wojna, czego skutkiem było obrócenie się Ankarii w ruinę. Driady oddzieliły się od elfów i wycofały na południowe wyspy. Inne Wysokie elfy także odeszły szukać lepszego życia, aż po pewnym czasie osiadły na żyznej ziemi w delcie rzeki i założyły miasto (stolicę elfów) Thylysium. Tam stworzyły cywilizację opartą na Energii T. Odseparowały się również od ludzi. Skutkiem tego było wybudowanie ogromnego muru, aby utrzymać ludzi z dala od elfickiego terytorium.

Jednak cierpienia Ankarii się na tym nie skończyły. W ruinach po wielkim imperium Wysokich Elfów, walczy arystokracja z klerem o to, kto ma kontrolować Energię T. Jest to wojna niszcząca jeszcze bardziej niż poprzednia, gdyż Energia T może okazać się największym wrogiem Ankarii.

Energia T rozchodzi się po świecie w bardzo szybkim tempie, niekontrolowana zatruwa całe lasy i wioski. Jej moc powoduje, że stworzenia opanowane przez tę energię, zmieniają (mutują) się w żądne krwi bestie. Wielkie zmutowane potwory niszczą miasta i wioski. Nadszedł czas ostatecznej wojny, która zadecyduje o losach i przyszłości Ankarii. Bohaterowie muszą teraz zadecydować czy chcą tej wojnie zapobiec czy chcą ją rozniecić. 

## Rozgrywka
Rozgrywka w grze Sacred 2: Fallen Angel, podobnie jak poprzednia część (Sacred) polega na kierowaniu myszką jedną z sześciu dostępnych postaci oraz wykonywaniu zadań. Na początku gracz musi wybrać, jaką postacią chce zagrać. Następnie gracz staje przed wyborem właściwej „ścieżki" (wyborem Kampanii) dla postaci, poziomem trudności, patrona itd. Właściwa rozgrywka polega na wypełnianiu zadań głównych i pobocznych, za które dostaje się różne nagrody (najczęściej jest to trochę doświadczenia, złota albo jakiś przedmiot dla postaci). Poza tym gracz musi także uzbroić swoją postać, aby mogła łatwo likwidować swoich przeciwników i dzięki temu bez problemu wypełniać zadania. Gracz może też wybierać dla swojej postaci umiejętności (czary i specjalne ataki) i wzmocnienia (aury), dzięki którym atak i obrona postaci się zwiększa. Dodatkowo w późniejszym etapie rozgrywki, gracz może dla swego podopiecznego zdobyć specjalnego wierzchowca (dla danej postaci), aby szybciej podróżować po Ankarii. Równie dobrze gracz może zakupić swojemu bohaterowi standardowego wierzchowca, jakim jest koń. Ponadto podczas gry można korzystać z minimapy i mapy głównej, aby dostać się szybciej w dane miejsce.

## Kampania
Kampania w Sacred 2 dzieli się na dwie równoległe historie. Mamy tutaj do wyboru kampanię po stronie Światłości i drugą po stronie Cienia. Większość postaci może uczestniczyć w obu, tj. Wojownik Cienia, Wysoka Elfka, Driada oraz Strażnik Świątyni, ale są też wyjątki. Mianowicie Serafią można grać tylko po stronie Światłości, a zaś Inkwizytorem tylko w kampanii Cienia. Wybór kampanii (dotyczy to tylko postaci Serafii i Inkizytora) ma też drobny wpływ jakiego boga (patrona) możemy wybrać dla swojego bohatera, gdyż niektórzy bogowie są dostępni tylko na „ścieżce Światła", a niektórzy jedynie w kampanii Cienia.

## Zadania
W Sacred 2 jest do wykonania około 600 zadań, które dzielą się na trzy rodzaje:
- Zadania główne (żółte/złote kółko na mapie) – zadania odpowiadające za wątek fabularny gry (w obu kampaniach), trzeba je wykonać, aby ukończyć kampanię. Cała kampania podzielona jest na 10 aktów, gdzie jeden akt równa się danemu regionowi (np. 1 akt to region elfów, 2 akt – region ludzi). Niemal każdy akt (region) kończy się pokonaniem bossa.
- Zadania poboczne (srebrne kółko na mapie) – zadania dodatkowe polegające najczęściej na zabiciu jakiegoś przeciwnika lub potwora, eskortowaniu kogoś, znalezieniu pewnego przedmiotu i oddanie go jego właścicielowi. Dużo takich questów ma postać miniserii, na które składa się od kilku do nawet kilkunastu mniejszych zadanek. Najczęściej jako nagrodę dostaje się trochę złota, punktów doświadczenia lub ewentualnie jakiś setowy lub unikalny przedmiot (broń, pancerz itp) dla postaci.
- Zadania klasowe (niebieskie kółko na mapie) – zadania dostępne dla każdej postaci z gry. Mają one postać serii, na którą składa się ok. 7-9 zadań. Jest to swego rodzaju dodatkowy wątek fabularny obok głównej kampanii. Wykonywanie takich zadań nie jest konieczne do ukończenia gry (kampanii).

## Postacie

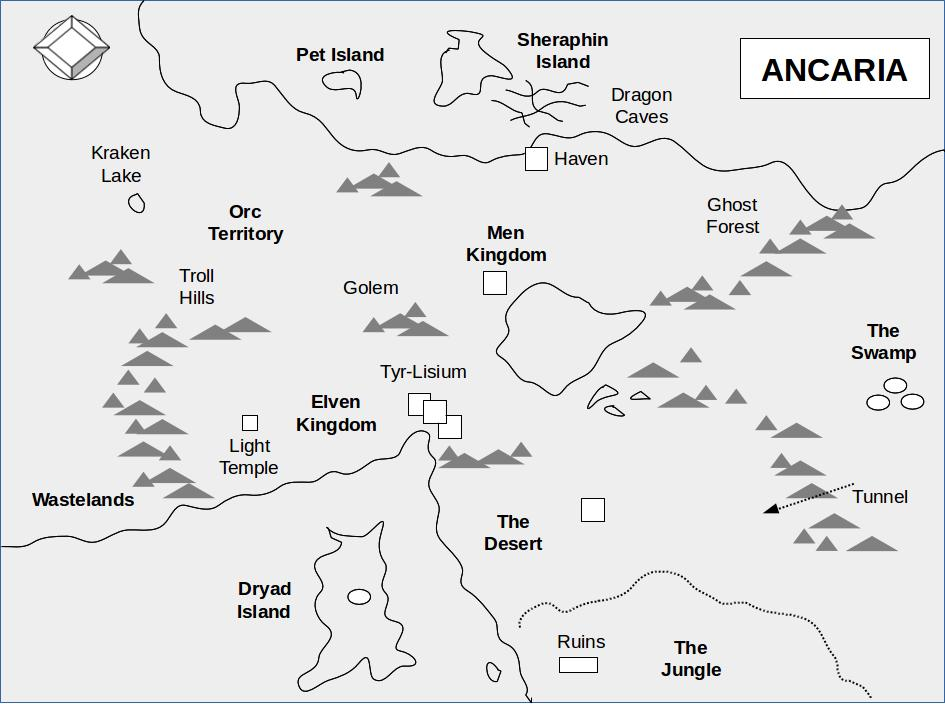
Ancaria

W Sacred 2 mamy do wyboru sześć różniących się od siebie postaci. Każdy z bohaterów podczas gry ma do wyboru 3 aspekty zawierające specjalne sztuki walki, czary oraz wzmocnienia. 
- Serafia – jedyna postać, która pozostała z Sacred. Piękna wojowniczka wyglądem przypominająca anioła. Piękny wygląd bywa jednak zwodniczy, ponieważ Serafia może być bardzo niebezpiecznym przeciwnikiem. Serafia jest bardzo dobrą postacią dla początkujących, ale i również zaawansowanych graczy. Potrafi dobrze korzystać z większości broni, magii oraz technologii. Jej trzy aspekty pozwalają na połączenie ofensywnych sztuk walki i solidnej ochrony[21][22].

- Wysoka Elfka – postać należąca do starożytnej rasy, odpowiadającej częściowo za konflikt w Ankarii. Uważa ona kontrolowanie Energii T za swoje dziedzictwo. Wysoka Elfka jest tzw. „klasycznym czarodziejem", ponieważ posługuje się ona wyłącznie magią. Ze względu na budowę Elfki, jest ona postacią dość słabą i łatwo ją zranić podczas starcia. Dlatego też granie nią wymaga raczej więcej strategicznego myślenia, niż w przypadku innych postaci[21][22].

- Driada – wywodzi się od zbuntowanych elfów, które w starożytności przeniosły się na południowe wyspy. Żyje ona w zgodzie z naturą i jest mistrzynią magii natury. Bardzo dobrze posługuje się również bronią dystansową, tj. łukami i dmuchawkami. Na początku gry magia Driady jest dosyć słaba, dlatego też jest ona polecana głównie dla doświadczonych i zaawansowanych graczy[21][22].

- Strażnik Świątyni – jest postacią, która została stworzona do obrony Wielkiej Machiny i świątyni, w której się ona znajduje. Strażnik składa się częściowo z tkanki organicznej, którą trzeba osłaniać specjalnym pancerzem. Dzięki temu jest on swego rodzaju cyborgiem, żyjącym dzięki Energii T. Strażnik jest postacią wyjątkową, ponieważ ma bezpośredni dostęp do Energii T. Jego najważniejszą bronią jest specjalne „uzbrojone ramię", które się zmienia w zależności jakiej umiejętności używa. Jest on znakomitą postacią wsparcia w trybie wieloosobowym, zaś w kampanii jest polecany dla doświadczonych graczy[23].

- Wojownik Cienia – żołnierz, który aż do śmierci walczył na polach bitewnych Ankarii. Po śmierci został wskrzeszony przez Inkwizytora przy pomocy niebezpiecznego rytuału. Wojownik Cienia może używać ciężkich pancerzy i broni (dwuręcznych mieczy i toporów), ponieważ jest on najgroźniejszym wojownikiem walczącym w walce wręcz. Nieumarła część wojownika daje mu wyjątkową możliwość przyzywania nieumarłych żołnierzy, aby wspomogli go w walce. „Cienisty Wojownik" jest doskonałą postacią dla początkujących graczy[21][22].

- Inkwizytor – jest arcykapłanem Wysokich Elfów. Jest groźny, arogancki i przeważnie dba tylko o własny interes. Jego celem jest zapewnienie klerowi pełnej kontroli nad Energią T. Inkwizytor jest w stanie przyzwać do pomocy nawet zmarłych. Podobnie jak Serafia, jest on wszechstronną postacią. Jest polecany przeważnie dla doświadczonych graczy[21][22].

## Bogowie (Patroni)
W Sacred 2 przed rozpoczęciem gry można wybrać dla naszej postaci jednego z sześciu patronów. Każdy z bogów posiada swój czar ochronny, który może wspomóc w walce naszego bohatera. Niestety ów czar dosyć długo się ładuje, ale można ten proces przyspieszyć modląc się do posągu bóstwa lub odwiedzając świątynię. Wybór boga jest także zależny od wybranej kampanii, ponieważ niektórych bogów nie można wybrać w kampanii Światłości, a niektórych w kampanii Cienia. Są też wyjątki, ponieważ 2 postacie nie mogą grać w danej kampanii i tym samym nie mogą w ogóle wybrać jednego z bóstw – Serafia nie może wybrać Ker, a Inkwizytor Lumena. 

## Wierzchowce
W Sacred 2 są dwa typy wierzchowców.

### Konie
Pierwszy z nich to standardowy środek transportu jakim jest koń. Dzięki niemu możemy szybciej przebyć dany region, niż byśmy na przykład biegli na piechotę. Gdy postać jest na koniu, może również atakować, ale nie może używać specjalnych sztuk walki. Dodatkowo zależnie od klasy konia można także używać umiejętności (dostępnej, gdy bohater jest na koniu) typu szarża czy skok.

### Specjalne wierzchowce
Drugim typem środka transportu są tzw. specjalne wierzchowce, w które można zaopatrzyć postać w pewnym momencie gry (po wykonaniu kilku zadań). Dzięki nim również możemy pokonać kawałek drogi w dużo krótszym czasie niż na piechotę. Podobnie jak u koni, postać na wierzchowcu może atakować przeciwników za pomocą broni ale i również może używać specjalnych sztuk walki i czarów. Dodatkowo jeśli postać użyje jakiegoś ataku walki wręcz na przeciwniku, to wierzchowiec wykona ten atak za bohatera.
 
Dostępne wierzchowce to:
- Tygrys szablozębny – dostępny dla Serafii,
- Jaszczur wietrzny – dostępny dla Wysokiej Elfki,
- Waran – dostępny dla Driady,
- Mobiculum – dostępny dla Strażnika Świątyni,
- Piekielny ogar – dostępny dla Wojownika Cienia,
- Pająk całunowy – dostępny dla Inkwizytora.

## Gra wieloosobowa
Grę wieloosobową w Sacred 2 możemy rozpocząć przy pomocy Internetu lub sieci LAN i dzieli się ona na kilka trybów. 

### Rodzaje serwerów
- Sieć zamknięta – stałe, chronione serwery Ascaronu. Postacie na takich serwerach są automatycznie zapisywane w lobby Ascaronu.
- Sieć otwarta – serwery tworzone przez graczy do gier publicznych lub prywatnych. Postacie z takich serwerów są zapisywane na komputerach graczy, dlatego też na takich serwerach może występować oszustwo i manipulacja.

### Tryby gry
- Softcore – tryb, w którym postać po śmierci odrodzi się i będzie mogła kontynuować grę
- Hardcore – tryb, w którym gra kończy się wraz ze śmiercią postaci (przepada również wszystko co owa postać posiadała)

### Inne tryby gry wieloosobowej
- Kampania (Gracz kontra Środowisko) – specjalny tryb dla osób, które chcą rozpocząć kampanię. Maksymalnie w grze w tym trybie może uczestniczyć 5 osób
- Gracz kontra Gracz – tryb, który umożliwia walkę między graczami
- Gra dowolna – tryb, w którym może grać maksymalnie 16 osób i wspólnie badać świat Ankarii. W tym trybie nie można rozpoczynać głównej fabuły, a wszyscy gracze zaczynają grę na specjalnej wyspie startowej

## Inne cechy gry
- główną nowością jest wprowadzenie trójwymiarowego środowiska
- panel mieszczący trzy orby, które dodają nam bonusy do odporności
- w grze nadal podróżujemy po rozległych krainach, odwiedzając miasta i wioski. Mieszkające w nich osoby zlecają nam misje. Jeśli chcemy, możemy wynająć któregoś, by towarzyszył nam w wyprawach. Pomiędzy krainami przemieszczamy się na grzbiecie smoka, portalem, statkiem lub innymi środkami transportu.
- użycie systemu rag-doll, odpowiadającego za kompleksową animację postaci
- korzystanie z technologii Ageia PhysX, odpowiedzialnej za fizykę gry
- twórcy korzystają z nowoczesnego edytora, pozwalającego na tworzenie zaawansowanych questów
- rozwinięta sztuczna inteligencja (AI) wrogów, którzy reagują na nasze poczynania zależnie od ilości osób w jej pobliżu

## Dodatek
18 czerwca 2009 roku został zapowiedziany pierwszy i zarazem ostatni dodatek do Sacred 2: Fallen Angel o nazwie  Władca Smoków (ang. Sacred 2: Ice & Blood). Został wydany na komputery osobiste, a jego premiera miała miejsce 26 sierpnia 2009 roku na świecie. W Polsce został wydany 19 listopada 2010 roku.